# Bunkai
Bunkai [bɯnkai] (jap. 分解, „Analyse“, „Zerlegung“) ist eine Trainingsform in der Karateausbildung, um dem Karateka ein besseres Verständnis der Kata nahezubringen. Die Umwandlung des Bunkai zur praktischen Anwendung wird als „Oyo“ bezeichnet.
Bunkai ist also anwendungsbezogene Sinnermittlung einer Kata. Es werden von einzelnen Techniken über Kombinationen und Sequenzen bis hin zur kompletten Kata Anwendungsmöglichkeiten mit dem Partner durchdacht und ausgeführt.
Während die Kata ein chiffriertes, traditionelles Kampfhandlungsprogramm des Karate darstellt, ist das Bunkai die Dechiffrierung dieses Programmes. Die Kampftechniken, die in der Kata aneinander gereiht in stilisierter Form geübt werden, werden im Bunkai ermittelt und geübt.
Innerhalb des Bunkai wird die Tiefe des Verständnisses in Omote und Okuden unterschieden:
- Omote bezeichnet die äußere, offensichtliche Anwendung einer Kata. Dieses Stadium des Verständnisses einer Kata ist so gut wie jedem Karateka zugänglich, der sich ernsthaft mit den Techniken, Schrittfolgen (jap. Embusen) und Kombinationen im Lichte eines praktischen Kontextes beschäftigt. Dies ist die erste Stufe des Verständnisses einer Kata.
- Okuden bezeichnet das innere, verborgene Potential einer Kata. Dieses Stadium enthält nicht offensichtliche Anwendungsmöglichkeiten der Kata-Bewegungen und die hinter den Bewegungen stehenden Prinzipien. Charakteristisch hierfür ist eine Beschäftigung mit der Vitalpunktstimulation und der Meridianlehre, mit Atemtechniken und Kime-Schulung, Hebel-, Griff-, Zwing-, Würge- und Wurftechniken. Dieses Verständnis-Stadium ist komplexer und schwieriger zu verstehen als das Omote-Stadium.

Erst das Studium des Bunkai einer Kata führt den Karateka zum Verständnis der Kata. Bunkai hat einen stark schöpferischen Charakter, da es den Karateka zwingt, sich nicht bloß mit der Form, sondern auch mit praktischen Sinn der Kampfhandlungen zu beschäftigen. Insofern steigert das Bunkai den Karateka in seinen Fähigkeiten in mehrerer Hinsicht: Einerseits wird das grundlegende Verständnis für die Bewegungen offenbart, anderseits wird Atmung, Konzentration, Geistesgegenwärtigkeit, Timing und das Auge sowie das Gefühl für den Partner entwickelt.
Während die reine Form (Kata) nicht geändert werden darf, kann die Anwendung je nach Auslegung variieren, da sich eine Grundbewegung oft in mehrere Anwendungsmöglichkeiten interpretieren lässt.